# Мошико (провинция)
Мошико (на португалски: Moxico, изговаря се по-близко до Мушику) е провинция в източна Ангола. С площта си от над 220 000 квадратни километра Мошико е най-голямата анголска провинция. Населението наброява 230 000 души. Луена е столицата на Мошико. В Мошико е разположен анголския национален парк Камея.